# Шексна (станция)
Шексна — железнодорожная станция Вологодского региона Северной железной дороги расположенная в посёлке городского типа Шексна Вологодской области. Станция, как и сам посёлок, получила своё название в честь реки Шексна, так как посёлок расположен вдоль левого берега этой реки.

## Станция
Станция Шексна была открыта в 1906 году, на участке железной дороги Вологда — Кошта. Находится на расстоянии 579 км от Москвы, в 511 км от Санкт-Петербурга в 85 км от областного центра Вологды. Станция относится к Вологодскому региону Северной железной дороги.
Возле станции до сих пор сохранилась водонапорная башня 1915 года постройки, которая является памятником промышленной архитектуры.

## Движение
На станции останавливаются большинство поездов дальнего следования, в том числе и единственный регулярный поезд, который следует в Москву «Шексна», который также, как и станция, назван в честь реки Шексна. Остальные поезда через станцию до Санкт-Петербурга и обратно.

### Пригородное сообщение
Через станцию Шексна ежедневно проходит пригородный поезд Череповец — Вологда (1 рейс в сутки ежедневно и 1 рейс по выходным в обе стороны).

### Дальнее сообщение
По состоянию на декабрь 2018 года на станции останавливаются следующие поезда дальнего следования:
| Круглогодичное обращение поездов | Круглогодичное обращение поездов | Круглогодичное обращение поездов | Круглогодичное обращение поездов |
| № поезда                         | Маршрут движения                 | № поезда                         | Маршрут движения                 |
| -------------------------------- | -------------------------------- | -------------------------------- | -------------------------------- |
| 9                                | Архангельск — Санкт-Петербург    | 10                               | Санкт-Петербург — Архангельск    |
| 13 «Новокузнецк»                 | Новокузнецк — Санкт-Петербург    | 14 «Новокузнецк»                 | Санкт-Петербург — Новокузнецк    |
| 73                               | Тюмень — Санкт-Петербург         | 74                               | Санкт-Петербург — Тюмень         |
| 77                               | Воркута — Санкт-Петербург        | 78                               | Санкт-Петербург — Воркута        |
| 97                               | Микунь — Санкт-Петербург         | 98                               | Санкт-Петербург — Микунь         |
| 123                              | Киров — Санкт-Петербург          | 124                              | Санкт-Петербург — Киров          |
| 125 «Шексна»                     | Москва — Череповец               | 126 «Шексна»                     | Череповец — Москва               |
| 617 «Белые ночи»                 | Вологда — Санкт-Петербург        | 618 «Белые ночи»                 | Санкт-Петербург — Вологда        |

| Сезонное обращение поездов | Сезонное обращение поездов  | Сезонное обращение поездов | Сезонное обращение поездов  |
| № поезда                   | Маршрут движения            | № поезда                   | Маршрут движения            |
| -------------------------- | --------------------------- | -------------------------- | --------------------------- |
| 191                        | Челябинск — Санкт-Петербург | 192                        | Санкт-Петербург — Челябинск |
| 281                        | Адлер — Череповец           | 282                        | Череповец — Адлер           |
| 283                        | Анапа — Череповец           | 284                        | Череповец — Анапа           |